# ایلیا توپوریا
1. ↑  https://imedinews.ge/ge/sporti/193746/ufcshi-ilia-topurias-momdevno-metoqe-tsnobilia
2. ↑  "კობახიძის თქმით, მნიშვნელოვანია, ილია თოფურიას საქართველოს მოქალაქეობა შეუნარჩუნდეს". radiotavisupleba (به گرجی). 2024-03-19. Retrieved 2024-07-02.
3. ↑  "El Gobierno concede la nacionalidad española a Ilia Topuria". El Español (به اسپانیایی). 2024-03-05. Retrieved 2024-03-05.
4. ↑  "Ilia Topuria (Featherweight) MMA Profile". ESPN (به انگلیسی). Retrieved 2024-10-26.
5. ↑  "Ilia Topuria ("El Matador") | MMA Fighter Page". Tapology (به انگلیسی). Retrieved 2024-10-26.
6. ↑  "Ilia Topuria | UFC". www.ufc.com (به انگلیسی). 2020-10-03. Retrieved 2024-10-26.
7. ↑  "Stats | UFC". ufcstats.com. Archived from the original on 28 January 2021. Retrieved 22 February 2021.
8. 1 2  Raj Ghosalkar (December 10, 2022). "Ilia Topuria's BJJ Background and His Coaches: Is Ilia Topuria A Black Belt?". Sportsmanor.com. Archived from the original on December 10, 2022. Retrieved December 10, 2022.
9. ↑  Martin, Damon (May 22, 2025). "Ilia Topuria's former coach speaks on split: 'He's always going to be our son'". MMA Mania. SB Nation. Retrieved June 26, 2025.
10. ↑  Ariel Helwani (January 20, 2022). Ilia Topuria Explains How MMA Career Began By Skipping School - MMA Fighting. Archived from the original on January 21, 2022. Retrieved January 21, 2022 – via YouTube.

ایلیا توپوریا (گرجی: ილია თოფურია؛ متولد ۲۱ ژانویه ۱۹۹۷) یک هنرمند رزمی ترکیبی حرفه‌ای گرجی و اسپانیایی است. او در حال حاضر در بخش سبک‌وزن مسابقات قهرمانی مبارزه نهایی (UFC) رقابت می‌کند، جایی که او قهرمان فعلی سبک‌وزن UFC است. توپوریا که از سال ۲۰۱۵ به صورت حرفه‌ای مبارزه می‌کند، قهرمان سابق پر وزن UFC است و اولین مبارز گرجستانی است که قهرمانی UFC را به دست آورده است. از اول ژوئیه ۲۰۲۵، او در رتبه‌بندی پوند به پوند مردان UFC رتبه اول را دارد.

## پیشینه
توپوریا در هاله وستفالن، آلمان متولد شد. از والدین گرجی که از آبخازیا پناهنده شده بودند. توپوریا در هفت سالگی به همراه خانواده‌اش به گرجستان نقل مکان کرد و در یک مدرسه محلی شروع به تمرین کشتی یونانی-رومی کرد. پس از جنگ روسیه و گرجستان، در سن ۱۵ سالگی، آنها بار دیگر نقل مکان کردند، این بار به آلیکانته، اسپانیا. در سال ۲۰۱۵، او اولین حضور حرفه‌ای خود را در مسابقات محلی تجربه کرد. توپوریا یک برادر بزرگتر به نام الکساندر توپوریا دارد که او نیز یک رزمی‌کار حرفه‌ای ترکیبی است و با UFC قرارداد بسته است.